# 通用字符集
通用字符集（英語：Universal Character Set, UCS）是由ISO制定的ISO 10646（或称ISO/IEC 10646）标准所定义的标准字符集。
通用字符集又称，中国大陆译为通用多八位编码字符集，台湾译为廣用多八位元組編碼字元集。

## 概要
通用字符集包括了其他所有字符集。它保证了与其他字符集的双向兼容，即，如果你将任何文本字符串翻译到UCS格式，然后再翻译回原编码，你不会丢失任何信息。
UCS包含了已知文字的所有字符。除了拉丁字母、希腊字母、西里爾字母、方體亞拉姆字母、阿拉伯字母、亚美尼亚字母、格鲁吉亚字母，还包括漢字、假名、諺文这样的方塊文字，UCS还包括大量的图形、印刷、数学、科学符号。
ISO/IEC 10646定义了一个31位的字符集。
UCS不仅给每个字符分配一个代码，而且赋予了一个正式的名字。表示一个UCS或Unicode值的十六进制数通常在前面加上“U+”，例如“U+0041”代表字符“A”。

## 与Unicode的版本关系[1]
| 发布版本                           | 对应的Unicode版本                  |
| ---------------------------------- | ---------------------------------- |
| ISO/IEC 10646-1:1993               | Unicode 1.1                        |
| ISO/IEC 10646-1:1993 及 Amd.1 - 7  | Unicode 2.0                        |
| ISO/IEC 10646-1:2000               | Unicode 3.0                        |
| ISO/IEC 10646-2:2001               | Unicode 3.1之辅助多文种平面（SMP） |
| ISO/IEC 10646-1:2000 及 Amd. 1     | Unicode 3.2之基本多文种平面（BMP） |
| ISO/IEC 10646:2003（-1与-2之合并） | Unicode 4.0                        |
| ISO/IEC 10646:2003 及 Amd. 1       | Unicode 4.1                        |
| ISO/IEC 10646:2003 及 Amd. 1 - 2   | Unicode 5.0，除去信德语            |
| ISO/IEC 10646:2003 及 Amd. 1 - 4   | Unicdoe 5.1                        |
| ISO/IEC 10646:2003 及 Amd. 1 - 6   | Unicode 5.2                        |
| ISO/IEC 10646:2011                 | Unicode 6.0，除去印度卢比符号      |
| ISO/IEC 10646:2012                 | Unicode 6.1                        |
| ISO/IEC 10646:2012 及 Amd. 1 - 2   | Unicode 7.0，除去俄罗斯卢布符号    |
| ISO/IEC 10646:2014                 | （没有对应的Unicode版本）          |
| ISO/IEC 10646:2014 及 Amd. 1       | Unicode 8.0，除去51个额外字符      |
| ISO/IEC 10646:2014 及 Amd. 1 - 2   | Unicode 9.0，除去273个额外字符     |
| ISO/IEC 10646:2017                 | Unicode 10.0，除去344个额外字符    |
| ISO/IEC 10646:2017 及 Amd. 1       | Unicode 11.0，除去117个额外字符    |
| ISO/IEC 10646:2017 及 Amd. 1 - 2   | Unicode 12.0，除去62个额外字符     |
| ISO/IEC 10646:2020                 | Unicode 13.0                       |
| ISO/IEC 10646:2020 及 Amd. 1       | Unicode 15.0                       |
| ISO/IEC 10646:2020 及 Amd. 1 - 2   | Unicode 16.0                       |

## 实现级别
并不是所有的系统都需要支持像組合字符这样的的先进机制。因此ISO 10646指定了如下三种实现级别：
- 级别1：不支持组合字符和諺文字母字符。
- 级别2：类似于级别1，但在某些文字中，允许一列固定的组合字符，因为如果没有最起码的几个组合字符，UCS就不能完整地表达这些语言。
- 级别3：支持所有的通用字符集字符，如，可以在任意一个字符上加上一个箭头或一个鼻音化符號.

## Unicode和ISO 10646的关系
历史上存在两个独立的尝试创立单一字符集的组织，即
- 国际标准化组织（ISO）于1984年创建的ISO/IEC JTC1/SC2/WG2，其含义是International Organization for Standardization / International Electrotechnical Commission, Joint Technical Committee #1 [Information Technology], Subcommittee #2 [Coded Character Sets], Working Group #2 [Multi-octet codes]). ISO 10646表示这是ISO 646的扩展。

- 由Xerox、Apple等软件制造商于1988年组成的統一碼聯盟。前者开发的ISO/IEC 10646项目，后者开发的統一碼项目。因此最初制定了不同的标准。

1991年前后，两个项目的参与者都认识到，世界不需要两个不兼容的字符集。于是，它们开始合并双方的工作成果，并为创立一个单一编码表而协同工作。1991年，不包含CJK统一汉字集的Unicode 1.0发布。随后，CJK统一汉字集的制定于1993年完成，发布了ISO 10646-1:1993，即Unicode 1.1。
从Unicode 2.0开始，Unicode采用了与ISO 10646-1相同的字库和字码；ISO也承诺，ISO 10646将不会替超出U+10FFFF的UCS-4编码赋值，以使得两者保持一致。两个项目仍都独立存在，并独立地公布各自的标准。但統一碼聯盟和ISO/IEC JTC1/SC2都同意保持两者标准的码表兼容，并紧密地共同调整任何未来的扩展。在發布的時候，Unicode一般都會採用有關字碼最常見的字型，但ISO 10646一般都盡可能採用Century字型。

## Unicode和ISO 10646的异同
統一碼聯盟公布的Unicode标准包含了ISO/IEC 10646-1实现级别3的基本多文种平面。在两个标准里，所有的字符都在相同的位置并且有相同的名字。
ISO/IEC 10646标准，就像ISO/IEC 8859标准一样，只不过是一个简单的字符集表。它定义了一些编码的别名，指定了一些与标准有关的术语，并包括了规范说明，指定了怎样使用UCS连接其他ISO标准的实现，比如ISO/IEC 6429和ISO/IEC 2022。还有一些与ISO紧密相关的，比如ISO/IEC 14651是关于UCS字符串排序的。
Unicode标准，额外定义了许多与字符有关的语义符号学。Unicode详细说明了绘制某些语言（如阿拉伯语）表达形式的算法，处理双向文字（比如拉丁文和希伯来文的混合文字）的算法，排序与字符串比较所需的算法，等等。
由于Unicode这一名字比较好记，因而它使用更为广泛。不过一般认为，用于打印ISO/IEC 10646-1标准的字体在某些方面的质量，要高于Unicode 2.0。
两者部分样例字形有显著的区别。ISO/IEC 10646-1标准同样使用四种不同的风格变体来显示表意文字如中文、日文、韩文（即CJK），但Unicode 2.0的表裡只有中文的变体。甚至存在“Unicode对日本用户来说不可接受”的不實传说。

## 常見誤解

### ISO 10646是字形標準
實際上，ISO/IEC 10646處理的是編碼標準，但因為一些資料的混亂，而使人產生誤會。比如一個常見的例子是：香港有研究人員以「ISO10646HK.NET （页面存档备份，存于）」為網址，公佈一些字形製作和拼音釐定的文件。有些人便因此誤以為ISO/IEC 10646是字形標準。
其實，在漢字文化圈中，各地都有其字形標準，例如香港的標準是《常用字字形表》。而ISO/IEC 10646則是作為一套編碼標準，而不是去處理各地標準的細微差異或釐定標準字形。

### ISO 10646比Unicode更支援某地編碼
在Unicode和ISO/IEC 10646兩個標準中，雖然兩者部分樣例字形有顯著的區別，所有的字元都在相同的位置並且有相同的名字。ISO/IEC 10646-1標準使用四種不同的風格來顯示中（繁、簡）、日、韓文字，但Unicode的表中，只用簡體中文風格來顯示，像「Unicode對日本用戶來說不可接受」的誤解，便由此產生。
其實，上文已說明，ISO/IEC 10646或Unicode都只是編碼標準，並不處理字形風格標準之問題。字形的風格可以透過改變顯示字體來解決。